# Kahlenbergbahn (Zahnradbahn)
| Kahlenbergbahn in der Station Grinzing (1875) |                      |                     |             |
| |                      |                     |             |
| Streckenlänge: | 5,45 km              |                     |             |
| Spurweite: | 1435 mm (Normalspur) |                     |             |
| Maximale Neigung: | 100 ‰                |                     |             |
| Zahnstangensystem: | Riggenbach           |                     |             |
| |                      |                     |             |
| \| \| 0,00 \| Nussdorf \| 176 m ü. A. \| \| \| 1,96 \| Grinzing \| 289 m ü. A. \| \| \| 2,74 \| Krapfenwaldl \| 332 m ü. A. \| \| \| 4,85 \| Kahlenberg bis 1876 \| 457 m ü. A. \| \| \| 5,45 \| Kahlenberg ab 1876 \| 483 m ü. A. \| |                      |                     |             |
| Kopfbahnhof Streckenanfang (Strecke außer Betrieb) | 0,00                 | Nussdorf            | 176 m ü. A. |
| Haltepunkt / Haltestelle (Strecke außer Betrieb) | 1,96                 | Grinzing            | 289 m ü. A. |
| Haltepunkt / Haltestelle (Strecke außer Betrieb) | 2,74                 | Krapfenwaldl        | 332 m ü. A. |
| Bahnhof (Strecke außer Betrieb) | 4,85                 | Kahlenberg bis 1876 | 457 m ü. A. |
| Kopfbahnhof Streckenende (Strecke außer Betrieb) | 5,45                 | Kahlenberg ab 1876  | 483 m ü. A. |

Die Kahlenbergbahn war eine normalspurige Zahnradbahn mit Dampfbetrieb, die von 1874 bis 1922 in Betrieb stand. Sie führte vom Wiener Stadtteil Nussdorf auf den Kahlenberg.

## Streckenverlauf

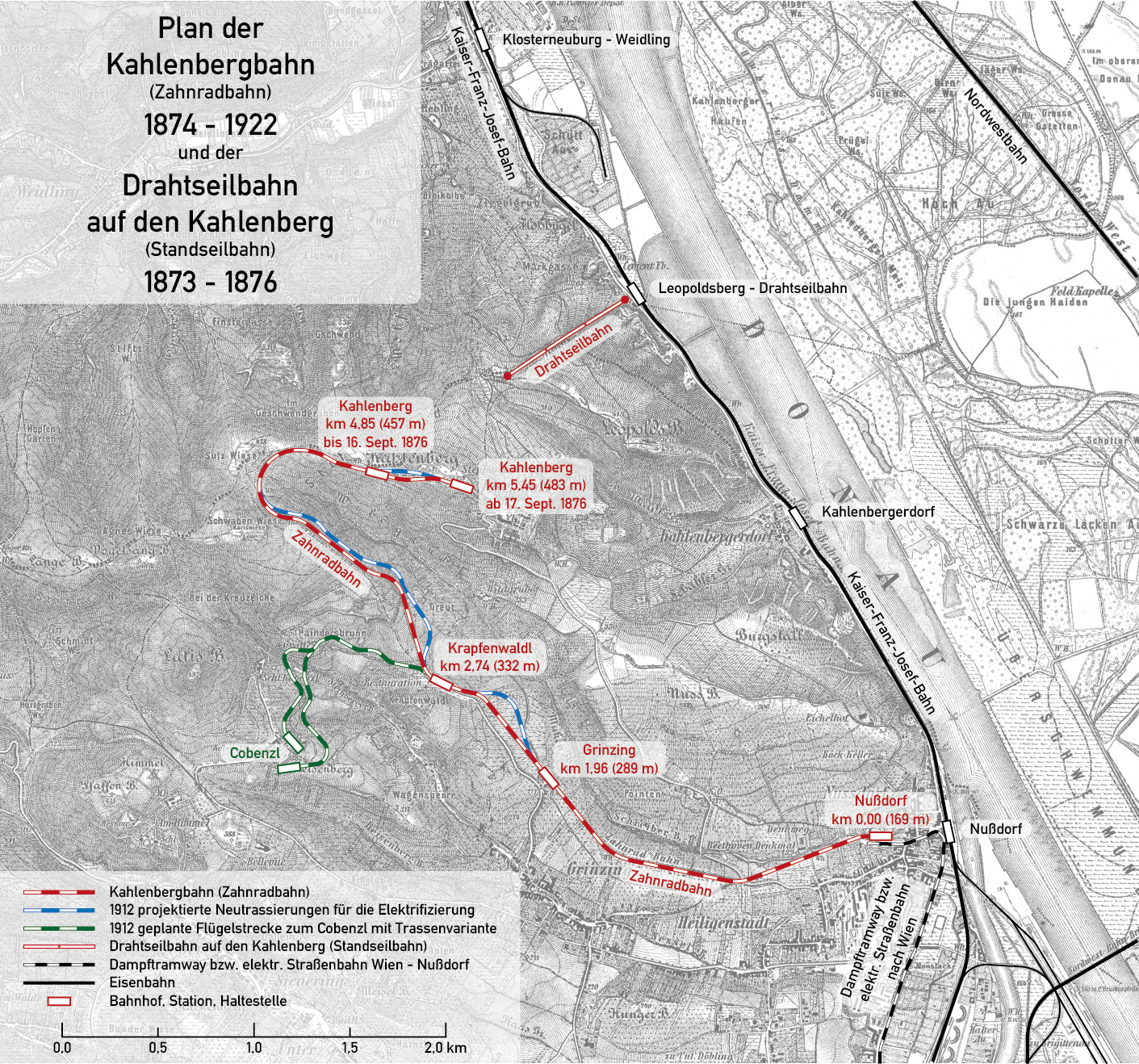
Plan der Zahnradbahn und der Drahtseilbahn auf den Kahlenberg bei Wien

Die Kahlenbergbahn hatte ihren Ausgangspunkt in der Station Nussdorf, heute an der Wendeschleife der Straßenbahnlinie D gelegen. Von dort verlief sie westwärts, auf der ehemaligen Trasse liegt nunmehr die Zahnradbahnstraße. Dann überquerte sie die Kahlenberger Straße (die beiden Brücken-Widerlager sind erhalten) und stieg über den Unteren Schreiberweg weiter nach Westen an. Ab dem Grinzinger Steig nahm die Bahn einen nordwestlichen Verlauf und erreichte beim Mukenthalerweg die Station Grinzing und danach beim Krapfenwaldlbad die Station Krapfenwaldl. Dort bog sie weiter nach Nordwesten ab (heute „Forstweg Zahnradbahn“) und erreichte nach einem Linksbogen die heutige Höhenstraße, die in diesem Abschnitt die Trasse der Zahnradbahn benutzt. In einer langgezogenen Rechtskurve querte die Bahn den Schreiberbach knapp unterhalb seiner Quelle und wendete sich nach Osten, wo sie die Endstation Kahlenberg erreichte. Bis 1876 lag diese vor der letzten Linkskurve der heutigen Höhenstraße, anschließend wurde die Bahn  eingleisig bis zum Gipfel verlängert und am Standort des heutigen Betriebsgebäudes des Senders Kahlenberg eine neue Endstation errichtet.

## Geschichte

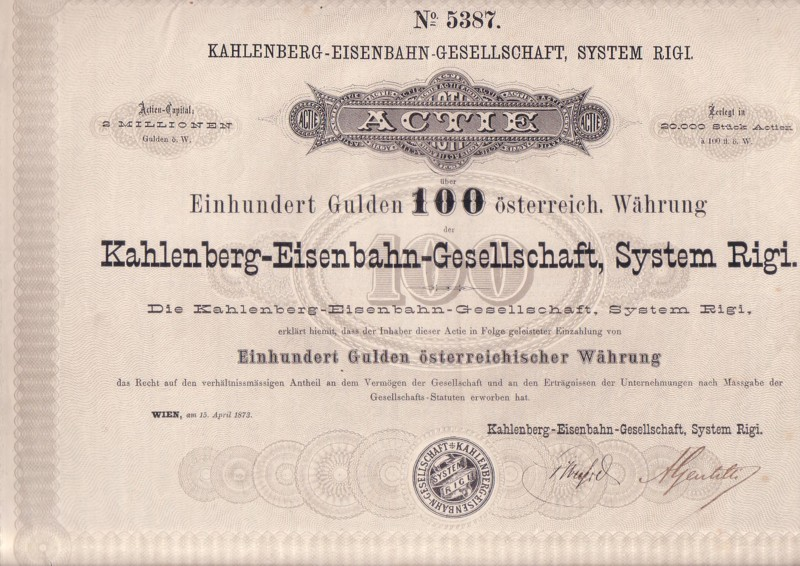
Aktie der Kahlenberg-Eisenbahn-Gesellschaft von 1873

An der Haltestelle Grinzing (ca. 1910)

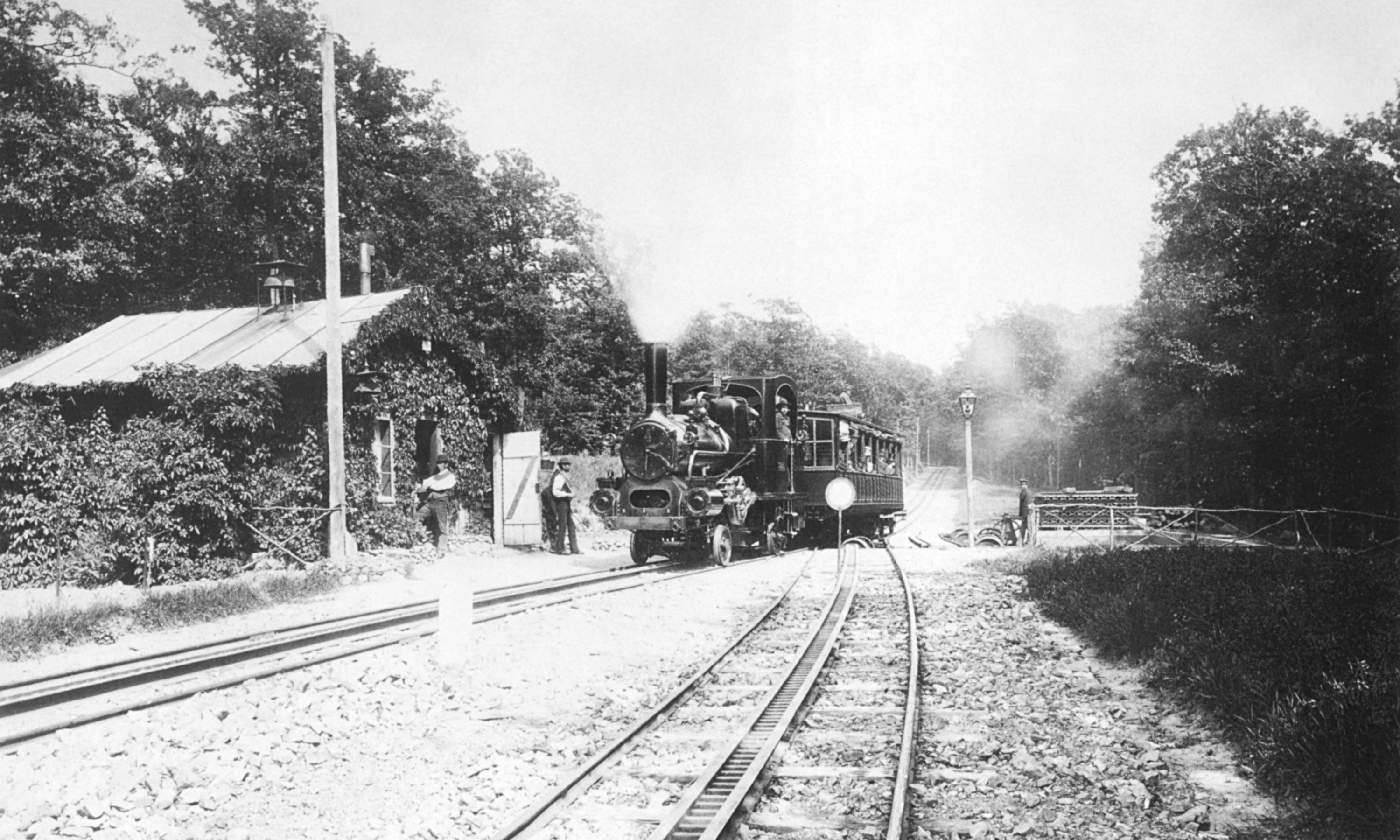
Erste Bergstation mit Übergang zu dem ca. 600 m langen eingleisigen Abschnitt (ab 1876)

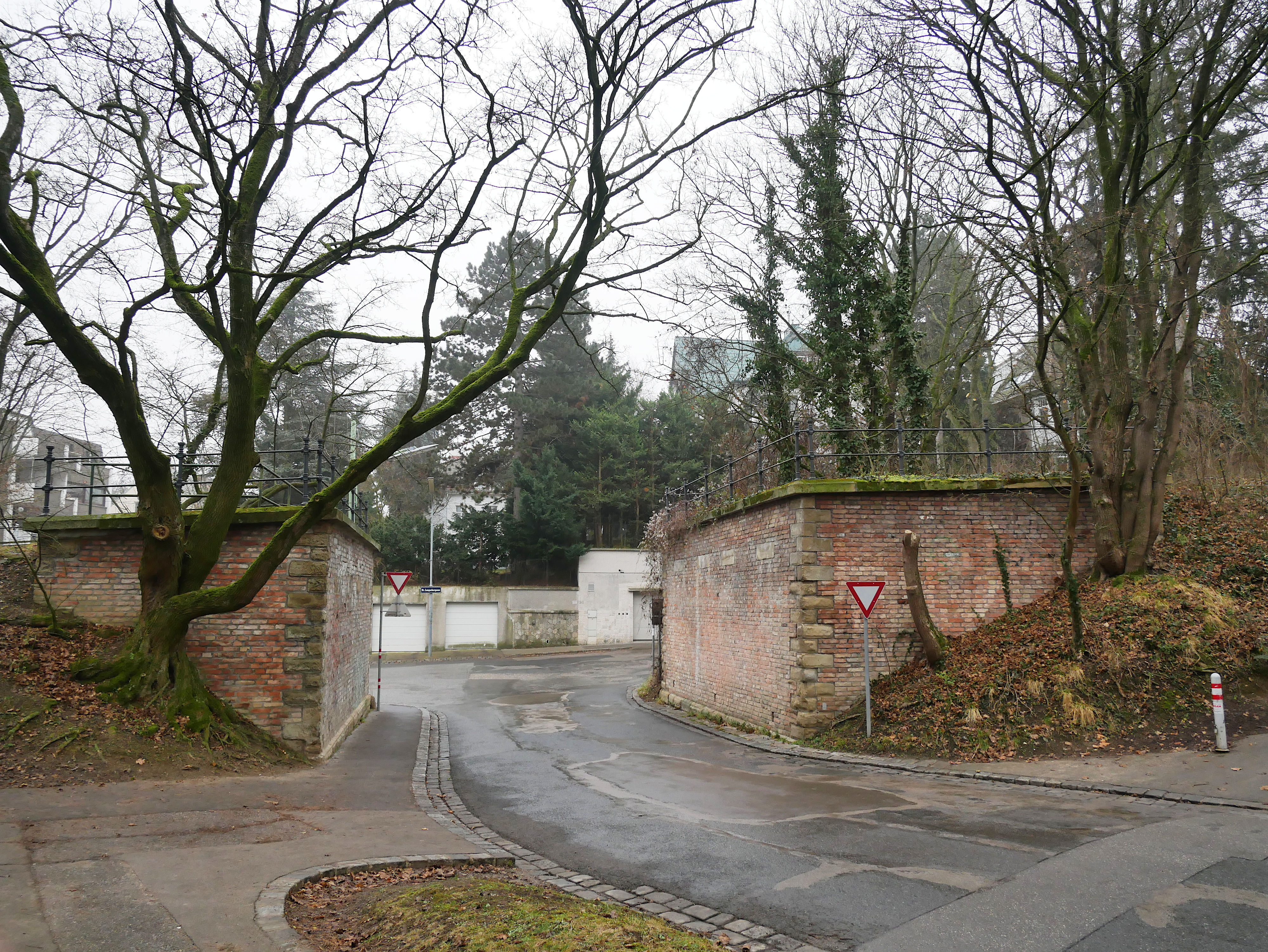
Brückenwiderlager in der Kahlenberger Straße

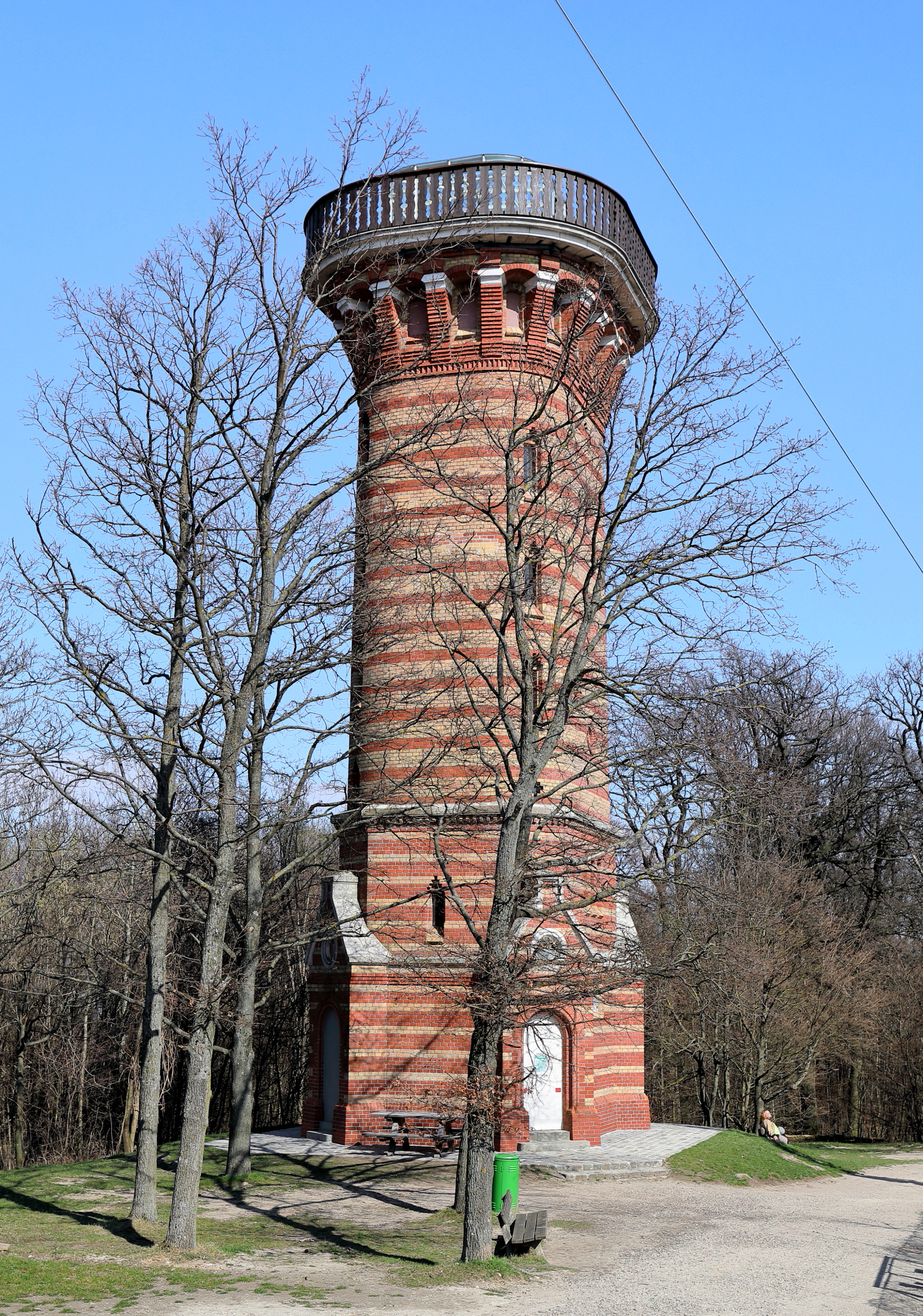
Stephaniewarte (2018)

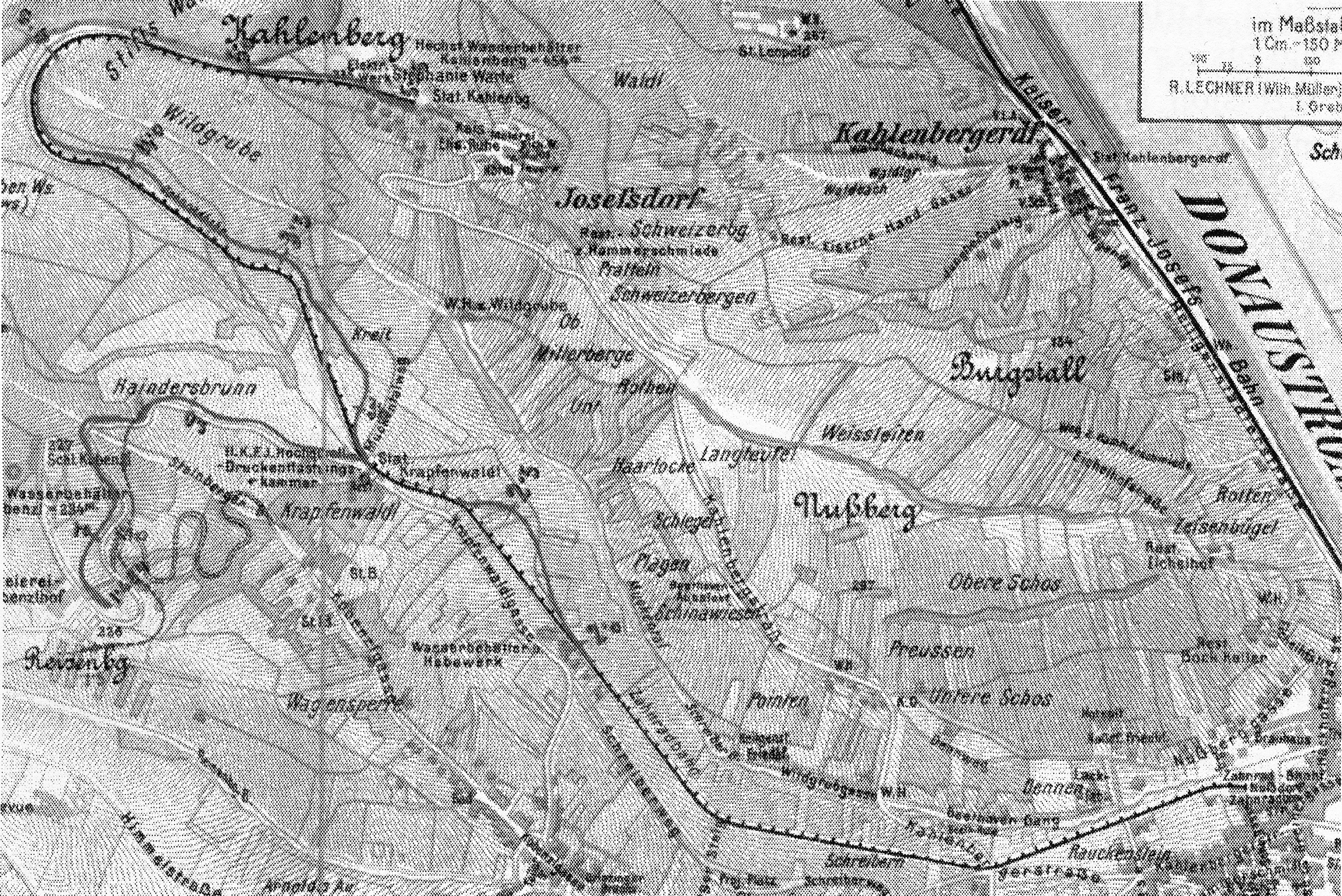
Detailkarte der elektrifizierten Kleinbahn Nussdorf – Kahlenberg mit Flügelbahn vom Krapfenwaldl zum Cobenzl (1913)

### Planung und verspäteter Bau
Im Hinblick auf die Weltausstellung von 1873 war geplant, eine Zahnradbahn nach Vorbild der Schweizer Vitznau-Rigi-Bahn als zusätzliche Attraktion zu errichten. Im März 1872 legte ein Konsortium mit dem Bergbahnpionier Niklaus Riggenbach (1817–1899) an der Spitze dem k.k. Handelsministerium ein entsprechendes Projekt vor. Zu den weiteren Mitgliedern dieser Interessensgruppe gehörten auch Viktor Ritter von Ofenheim, Achilles Thommen und Johann von Winiwarter.
Mit der Concession vom 10. August 1872, zum Bau und Betrieb einer Locomotiv-Eisenbahn mit Zahnradbetrieb von Nußdorf auf das Plateau des Kahlenberges wurden die Konzessionäre (darunter die Union-Bank) u. a. nur zur Herstellung eines Geleises verpflichtet, eine zweite Spur deren Ermessen überlassen. Als eine weitere Konzessionärs-Verpflichtung wurde die unentgeltliche Beförderung von Briefpost sowie Postbediensteten festgeschrieben. Die kommissionelle Begehung der Strecke Döbling – Heiligenstadt – Nußdorf – Kahlenberg fand am 23. August 1872 statt, noch im selben Monat waren für den rechtzeitigen Baubeginn alle Vorkehrungen getroffen.
Da, anders als bei sonstigen Eisenbahn-Konzessionierungsverfahren, Zahnradbahnen als quasi reine Vergnügungsbahnen nicht in den Genuss von staatlichen Begünstigungen und insbesondere nicht von Enteignungsrechten kamen, wurde durch gehäufte Anrainer-Einsprüche sowie exorbitante Grundstückablösen der Baubeginn bis Mai 1873 verzögert. Der Bau fand unter der Aufsicht des Bergbahnpioniers Oliver Zschokke statt.
Die sehr sorgfältig errichtete Bahn konnte aufgrund der Verzögerungen erst im Jahr nach der Weltausstellung fertiggestellt und am 7. März 1874 eröffnet werden, womit sie ihren ursprünglichen Bauzweck als Attraktion zur Weltausstellung verfehlte. Die Kahlenbergbahn war nach der Rigibahn die zweite Bergbahn Europas und (nach der Mount Washington Cog Railway) die dritte der Welt, ihr folgte noch im selben Jahr die weitgehend ähnlich errichtete Schwabenbergbahn in Budapest.
Die verkehrsmäßige Inbetriebnahme der Kahlenbergbahn bis 10. März 1874 war eine unabdingbare Forderung eines Grundverkäufers gewesen, an den andernfalls seine überlassenen Grundstücke unentgeltlich zurückgefallen wären.
Die zweigleisige Strecke war sehr aufwändig trassiert worden und mit dem Zahnradsystem Riggenbach ausgestattet. An ihrem Ausgang in Nussdorf, im heutigen 19. Wiener Gemeindebezirk, wurden ein Bahnhofsgelände mit Aufnahmsgebäude, Wagenremise und Heizhaus errichtet. Da zu diesem Zeitpunkt noch keine Zahnradbahnweichen entwickelt waren, wurden an den Endpunkten und im Betriebshof Schiebebühnen zum Rangieren der Fahrzeuge errichtet.

### Konkurrenz
Da die seit Juli 1873 vom Donauufer Richtung Kahlenberg führende Drahtseilbahn auf den Leopoldsberg (auch Seilbahn auf den Leopoldsberg genannt) sowie das neu errichtete Hotel am Kahlenberg im Eigentum der zur Union-Baugesellschaft gehörenden Oesterreichischen Bergbahngesellschaft stand, verhinderte diese Konkurrenz zunächst den Bau der Zahnradbahn bis auf den Gipfel. Nach der Betriebseinstellung der Standseilbahn 1876 wurden diese sowie das in wirtschaftliche Schwierigkeiten geratene Hotel von der Kahlenbergbahn-Gesellschaft gekauft. Die Drahtseilbahn wurde abgebaut und die Zahnradbahn eingleisig bis fast auf den Gipfel des Kahlenberges (484 m) verlängert.
Damit hatte die Zahnradbahn eine Streckenlänge von 5,5 km erreicht. Die Bergfahrt dauerte 30, die Talfahrt 25 Minuten. An der neuen Endstation wurde 1887 von der Bahngesellschaft aus den Ziegeln des abgerissenen Maschinenhauses der Standseilbahn die von Helmer & Fellner geplante Stephaniewarte errichtet.

### Besserer Anschluss
Mit Urkunde vom 20. Jänner 1885 erhielt die Kahlenberg-Eisenbahn-Gesellschaft (System Rigi) die Konzession zum Baue und Betriebe einer […] Trambahn vom Schottenring in Wien […] zum Bahnhofe der Kahlenberg-Zahnradbahn in Nußdorf […] – u. a. bestimmend, dass innerhalb der Linien Wiens Pferdekraft zu Anwendung komme, außerhalb entsprechend konstruierte Lokomotiven. Am 16. Juli 1885 erfolgte die Eröffnung des Streckenabschnitts Linienwall–Nußdorf, im Weiteren betrieben von der Neuen Wiener Tramway-Gesellschaft über Auftrag des Konzessionärs.
Mit Anbindung der beiden Streckenteile (heute Linie „D“ der Wiener Linien) erhielt die Zahnradbahn (mit ihrem 1885 ausgebauten Nussdorfer Stationsgebäude) den gesuchten Anschluss an die Wiener Straßenbahn und damit eine direkte Anbindung an das dichter besiedelte Wiener Stadtgebiet. Damit stand der Entwicklung des Kahlenberges zu einem der beliebtesten Ausflugsziele der Wiener nichts mehr im Wege.
Neben dem Personentransport war die Bahn auch für die Wasserversorgung der Bewohner des Kahlenberges verantwortlich, das Wasser wurde in eigenen Zisternenwagen auf den Berg gebracht. 1890 wurde ein eigenes Elektrizitätswerk zur Versorgung des Hotels und der Bergstation errichtet. Aus Anlass des Ueberganges der Actien der Kahlenbergbahn in anderen Besitz demissionierte im Mai 1897 der gesamte Verwaltungsrat der Gesellschaft. Die Eröffnung der Wiener Stadtbahn im Jahr 1898 brachte der Zahnradbahn kaum nennenswerte Zuwächse an Fahrgästen, wohl aber die Einführung elektrischen Betriebes auf der Strassenbahn ab August 1903.

### Pläne zur Modernisierung
In den Jahren ab 1905 zeigte sich deutlicher Sanierungsbedarf der überalterten Bahn. In den Jahren 1894, 1907 sowie 1911/12 und 1914 wurden immer detailliertere Pläne eines Umbaus und  Elektrifizierung der Bahn artikuliert. 1911 strebte die Kahlenbergbahn-Gesellschaft ein Sanierungsprojekt an, nach welchem eine Elektrifizierung der Kahlenbergbahn sowie die Anlage eines Villenviertels geplant war. Das Unterfangen, insbesondere der Bau eines Villenviertels am Berg, wurde von Exponenten der Gemeinde Wien als ein die Waldbestände gefährdendes Konkurrenzprojekt zum Cobenzl angesehen und als nicht förderungswürdig erachtet. Zur Erschließung des Cobenzl durch die mittlerweile sanierungsbedürftige Kahlenbergbahn entstand zur selben Zeit das (unkonzessioniert wie unrealisiert gebliebene) Projekt einer bei der Haltestelle Krapfenwaldl abzweigenden Flügelbahn.
Wie eine Detailkarte aus 1913 des Weiteren zeigt, war bergwärts ab der Haltestelle Grinzing eine umfängliche Neutrassierung der Bahn geplant. Die Bahn wurde nun als reine Adhäsionsbahn geplant, die von der Grazer Waggonfabrik und Siemens-Schuckert zu liefernden Trieb- und Beiwagen (sogar an Doppelstock-Triebwagen mit offenem Oberdeck dachte man!) wären dazu mit Magnetschienenbremsen ausgestattet worden. Insgesamt rechnete man mit Kosten in der Höhe von 1,8 Millionen Kronen. Man konnte sich allerdings mit den Banken nicht über Kredite für das marode Unternehmen einigen.
Die 1912 mit dem Ziel der Elektrifizierung und einer finanzbegünstigenden Adaptierung erwirkte Konzession zum Baue und Betriebe einer mit elektrischer Kraft zu betreibenden normalspurigen Kleinbahn (die bestehende Bahn war als Lokomotiveisenbahn mit Zahnradbetrieb konzessioniert worden) blieb durch Ausbruch des Ersten Weltkrieges uneingelöst. Im Jahre 1914 erfolgte eine erste Fristerstreckung, eine zweite (1917) sah die Umsetzung der Konzession bis August 1920 vor.

### Schleichendes Ende
Im Spätsommer 1914, nach den ersten verlorenen Schlachten in Galizien und die damit für die Reichshauptstadt verbundenen Befürchtungen eines russischen Einfalls, wurde der Bereich um die Zahnradbahn als militärischer Stützpunkt genutzt. Die Stephaniewarte musste bis 1916 als Beobachtungsposten dem k.k. Brückenkopfkommando übergeben werden. Der Betrieb der Bahn wurde jedoch nicht eingestellt, allerdings mussten drei Lokomotiven (Nr. 4 bis 6) im Jahr 1915 der Altmetallgewinnung für Kriegszwecke zugeführt werden. Damit standen der Bahn nur mehr drei Lokomotiven zur Verfügung, zudem war der Stand an Personenwagen ab 1902 ebenfalls verkleinert worden. Die Instandhaltung von Oberbau und Fahrzeugen wurde bereits vor dem Krieg in Hinblick auf eine mögliche Modernisierung auf ein Minimum reduziert.
Nach dem Krieg zwang Kohlenmangel zu Einstellung des Betriebes an 268 Tagen im Jahr 1919. Auch machte die immer stärker vernachlässigte Wartung der Strecke und der überalterten Fahrzeuge der Bahn zu schaffen. 1920 konnte der Fahrbetrieb durch die verbesserte Kohlenversorgung von 23. Mai bis 20. September aufrechterhalten werden. Am 22. August kam es infolge eines Schienenbruchs oberhalb der Station Krapfenwaldl zur Entgleisung eines Personenwagens und der Lokomotive eines Dreiwagenzuges, verletzt wurde niemand. Auf behördliche Anordnung wurde das befahrene bergseitige Gleis daraufhin gesperrt und nur mehr eingleisig gefahren. Das gesperrte zweite Gleis wurde daraufhin zwecks Ersatzteilgewinnung streckenweise abgebaut.
1921 plante die KEG, das Aktienkapital durch die Ausgabe neuer Aktien auf 12 Millionen Kronen zu erhöhen. In diesem Jahr gab es einen letzten Aufschwung, es wurden mehr Züge als im Jahr zuvor geführt. Allerdings sank das Betriebsdefizit der Bahn durch den teuren Dampfbetrieb und den schlechten Zustand der Anlagen nicht. Am 26. November 1921 fuhr der letzte Personenzug auf den Kahlenberg, die Wassertransporte wurden noch bis ins Frühjahr 1922 eher widerwillig aufrechterhalten.
Die Gesellschaft schien das Interesse am schwer defizitären Bahnbetrieb verloren zu haben und wollte sich lieber auf ihre Liegenschaften am Berg konzentrieren. Sie musste von den Behörden mehrmals an ihre Betriebspflicht und die Betriebsaufnahme im Frühjahr 1922 gemahnt werden, der sie nur mehr widerwillig nachkam. Auch die Wassertransporte wurden eingestellt und die KEG versuchte sich durch juristische Manöver aus ihrer diesbezüglichen Verpflichtung herauszuwinden. Da sich das Personal Ende März 1922 weigerte, der Erhöhung der täglichen Arbeitszeit von 9 auf 12 Stunden zuzustimmen, sah sich die Direktion gezwungen, fast alle Bediensteten zu kündigen. Dies sorgte für den Verlust fast des gesamten Bahnpersonals und damit de facto das Ende des Betriebes. Dies war auch ein idealer Vorwand, um den Behörden gegenüber die Unmöglichkeit einer Betriebsaufnahme zu demonstrieren.
In der Zeit danach war der Streckenrest auch dem Diebstahl von Schwellen und Schienen ausgesetzt. Mit 16. Mai 1923 wurde die Konzession der Bahn schließlich für erloschen erklärt. In der Folge wurden die in das Eigentum der Republik Österreich übertragenen Restbestände der Bahn abgetragen und sämtliche Fahrzeuge verschrottet.

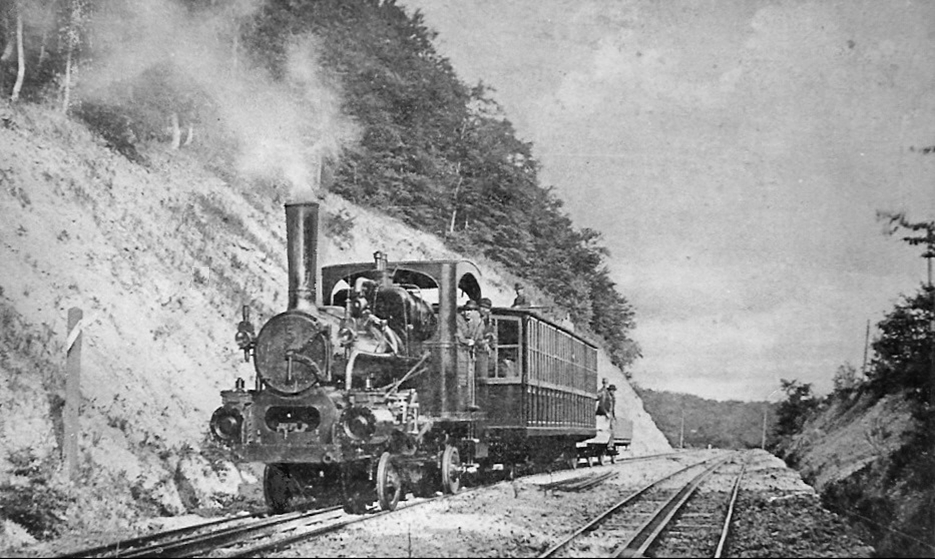
Streckenabschnitt im Bereich der heutigen Höhenstrasse

Die Kahlenberg Eisenbahn-Gesellschaft System Rigi nannte sich in Folge des Endes der Bahn Kahlenberg AG und konzentrierte sich gänzlich auf ihre Liegenschaften und Immobilien, 1934 wurde die Aktienmehrheit von der Stadt Wien übernommen. Dies war einer der Gründe warum die Wiener Höhenstraße einen Teil der Bahntrasse mit einbezog.
1933 wurde im Rahmen eines Kahlenbergprojekts erwogen, an Stelle der Zahnradbahn eine neue Autozufahrtsstraße zu erbauen. Begleitet von der Errichtung zeitgemäßer Energieleitungen sollte die Straße unter anderem ein 500 Zimmer fassendes, im Sinne der großen amerikanischen Hotelbauten ausgeführtes Rundhotel erschließen.

### Überbleibsel
Bis heute erhalten blieb das Nussdorfer Empfangsgebäude der Kahlenbergbahn. Es steht samt der historischen WC-Anlage dort unter Denkmalschutz und beherbergt das Restaurant Zur Zahnradbahn. Das Gebäude wird von der Wendeschleife der Straßenbahnlinie D umrundet.
Die Bahntrasse ist weitgehend als Straße (mit den Namen Zahnradbahnstraße, Unterer Schreiberweg und Wiener Höhenstraße) und am Weinberg nördlich des Krapfenwaldls als Forstweg erhalten. Ebenso der oberste Abschnitt, der als Zufahrtsstraße zum ORF-Sender Kahlenberg dient. Dort erinnert die Stephaniewarte an die ehemalige Zahnradbahn.

## Fahrzeuge
Die Fahrzeuge der Kahlenbergbahn waren im Wesentlichen gleich mit denen der ebenfalls 1874 in Budapest (Ofen) eröffneten Schwabenberg-Zahnradbahn.

### Lokomotiven

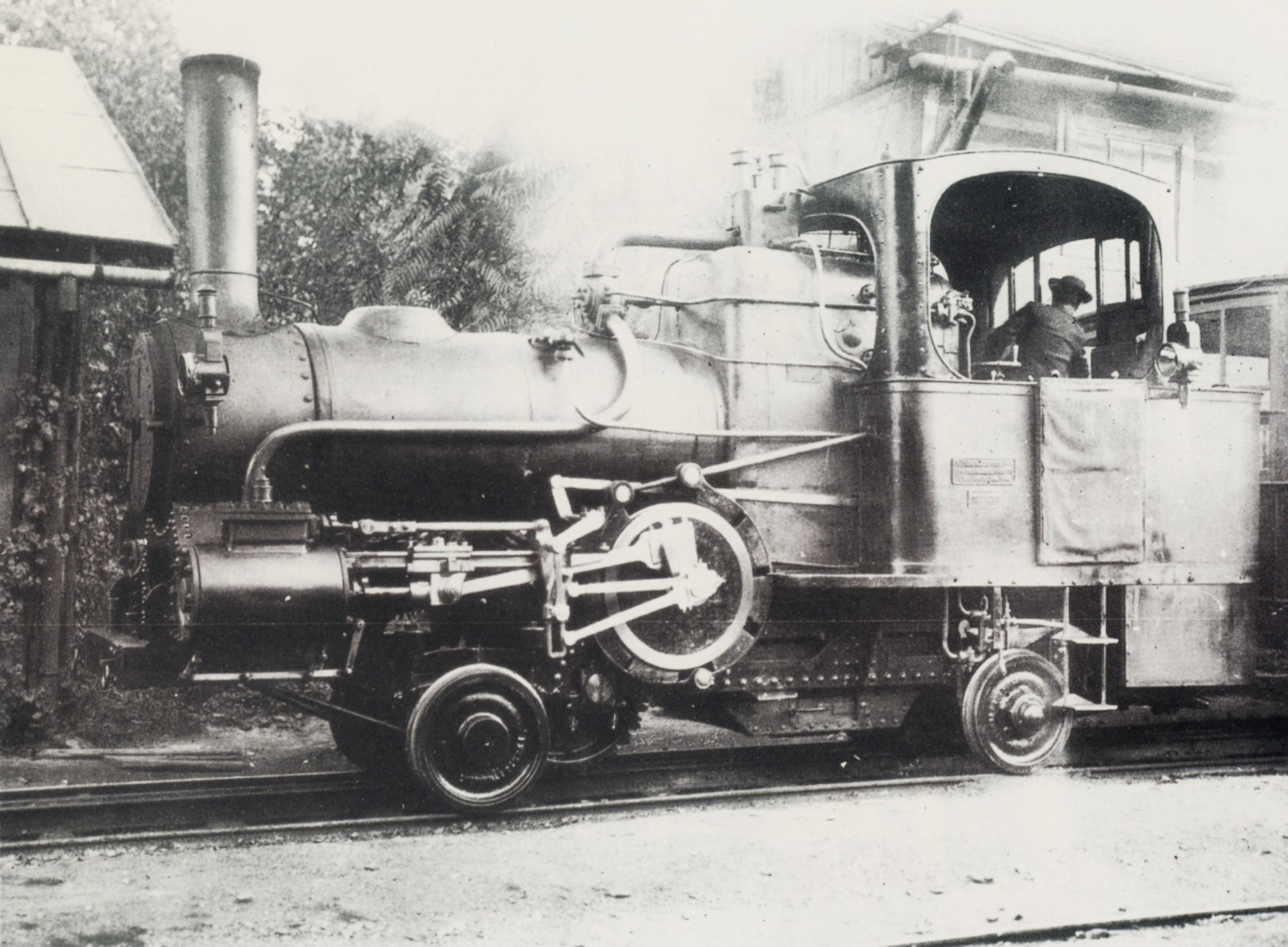
Lokomotive der Kahlenbergbahn (ca. 1875)

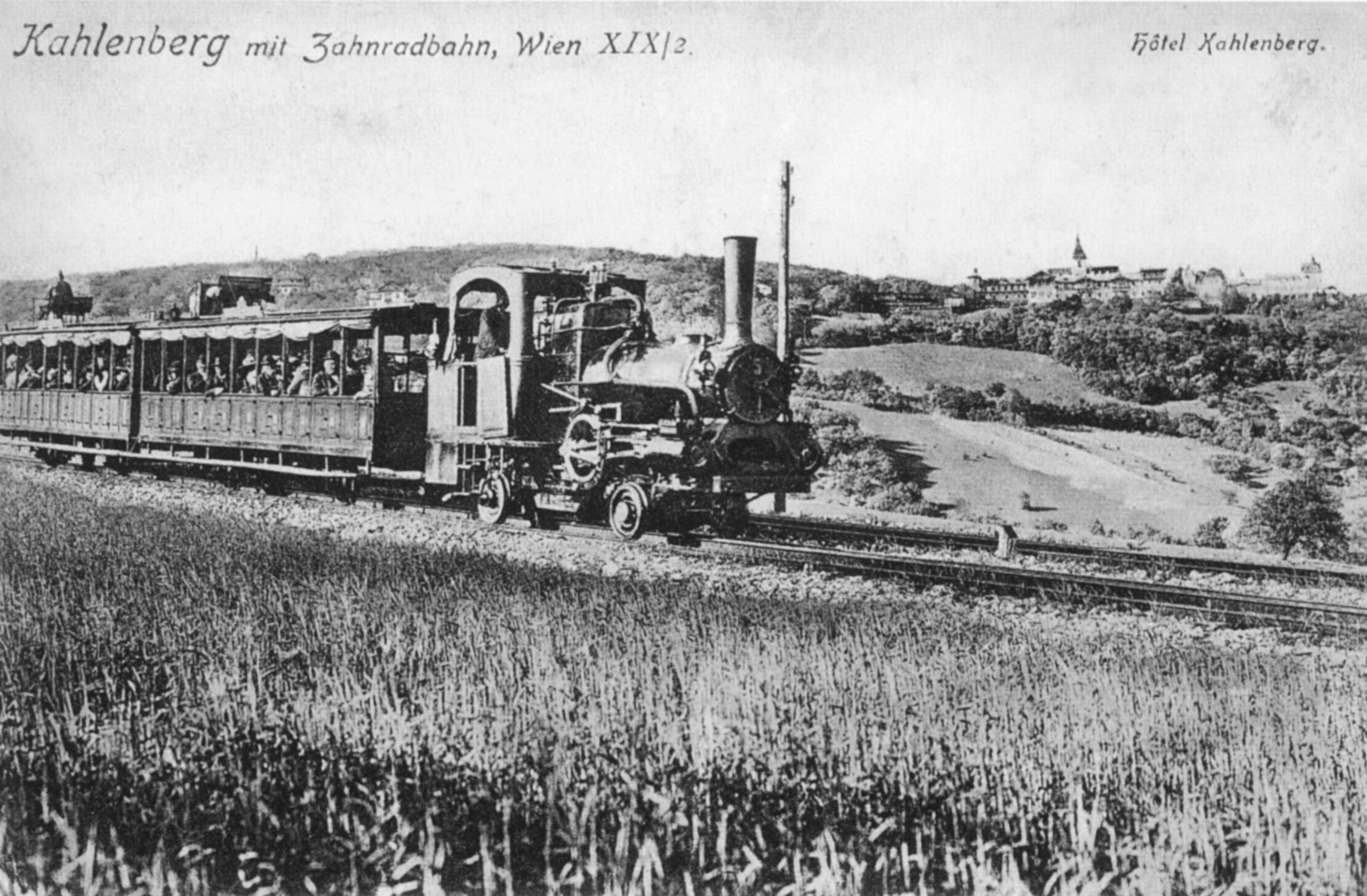
Zug mit zwei Waggons (ca. 1896)

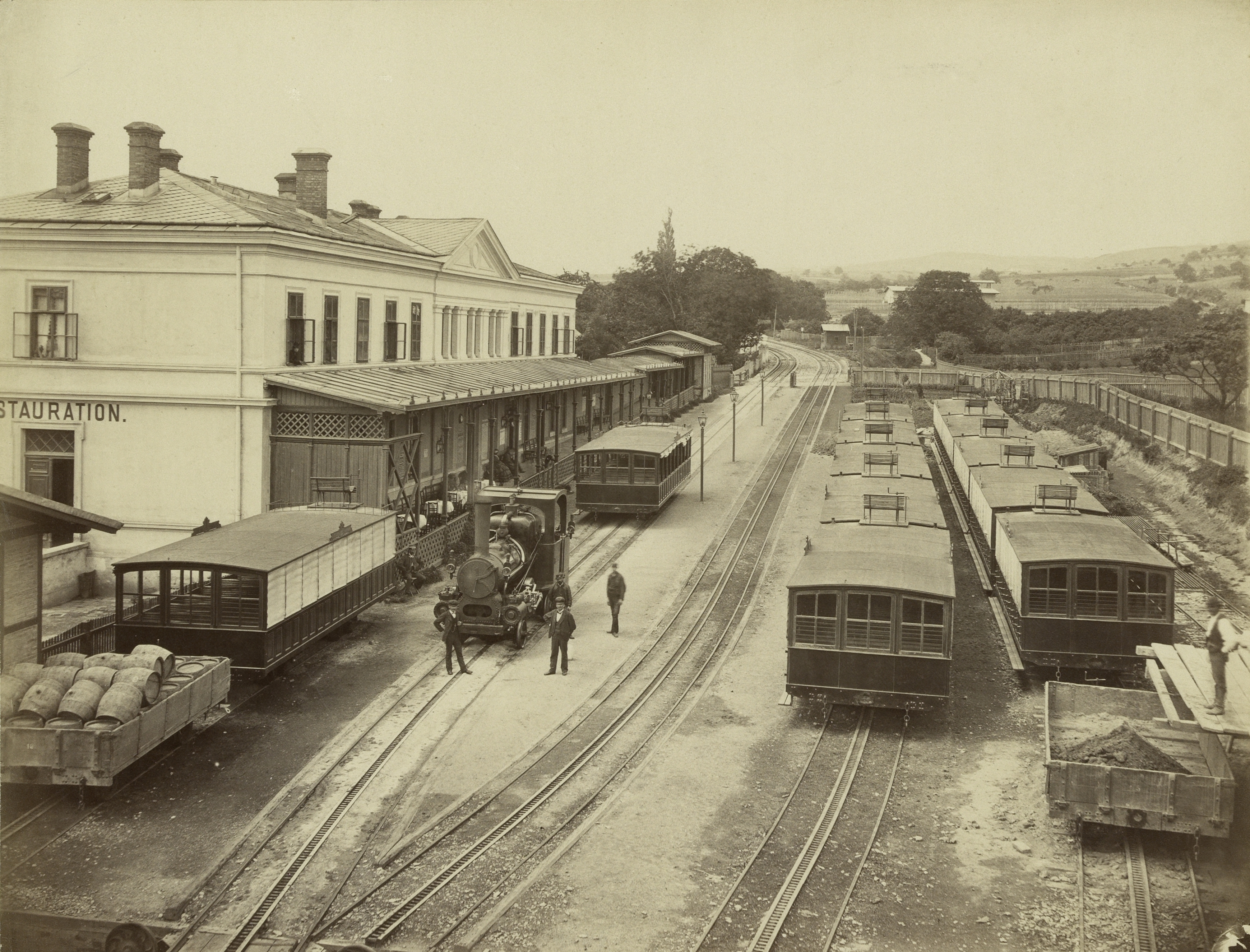
Bahnhof Nussdorf mit Lok, Personen- und Güterwagen (1875)

Die Bahn wurde ausschließlich mit Dampflokomotiven betrieben. Die sechs Loks wurden von der Maschinenfabrik Winterthur gebaut und 1874 angeliefert, sie waren die ersten Zahnradloks in Europa mit liegendem Kessel. Diese lieferte John Fowler & Co. im englischen Leeds.
Nach Vorbild der Lokomotiven der Rigi-Bahn erfolgte der Antrieb ausschließlich auf das Antriebszahnrad. Die Räder, die als lose drehende Scheibenräder ausgeführt waren, dienten nur der Führung der Lok auf den Schienen.
Die Lokomotiven waren mit drei voneinander unabhängigen Bremssystemen ausgestattet:
- Bremszahnrad auf der hinteren (bergwärts führenden) Achse
- Bandbremse auf die Vorlegewelle des Zahnradantriebes
- Riggenbachsche Gegendruckbremse – bei Talfahrt bremst der in die Dampfzylinder einströmende Dampf das Antriebszahnrad

Wie bei Zahnradbahnen üblich, befand sich die Lokomotive stets auf der Talseite des Zuges. Eine Besonderheit der Kahlenbergbahn war, dass die Lokomotiven mit dem Führerhaus zum Zug standen, den Zug also rückwärts den Berg hinaufschoben.
Während ihrer über 40 Betriebsjahre wurden die Maschinen mehrmals umgebaut, unter anderem erhielten sie zusätzliche Wasserbehälter unter dem Führerhausboden. 1909/1910 erhielten die Lokomotiven 1–3 neue Kessel der Firma St. Jaschka & Sohn in Wien Meidling.
| Lokomotiven der Kahlenbergbahn | Lokomotiven der Kahlenbergbahn | Lokomotiven der Kahlenbergbahn | Lokomotiven der Kahlenbergbahn | Lokomotiven der Kahlenbergbahn | Lokomotiven der Kahlenbergbahn     |
| Nummer                         | Hersteller                     | Fabriknummer                   | Bauart                         | Ablieferung                    | Bemerkungen                        |
| ------------------------------ | ------------------------------ | ------------------------------ | ------------------------------ | ------------------------------ | ---------------------------------- |
| 1                              | SLM/Winterthur                 | 15                             | 2z n2t                         | Jänner 1874                    | 1910 neuer Kessel                  |
| 2                              | SLM/Winterthur                 | 16                             | 2z n2t                         | März 1874                      | 1909 neuer Kessel mit Dampfsammler |
| 3                              | SLM/Winterthur                 | 17                             | 2z n2t                         | April 1874                     | 1910 neuer Kessel                  |
| 4                              | SLM/Winterthur                 | 18                             | 2z n2t                         | April 1874                     | 1915 †                             |
| 5                              | SLM/Winterthur                 | 19                             | 2z n2t                         | Mai 1874                       | 1915 †                             |
| 5                              | SLM/Winterthur                 | 20                             | 2z n2t                         | Mai 1874                       | 1915 †                             |

### Wagen

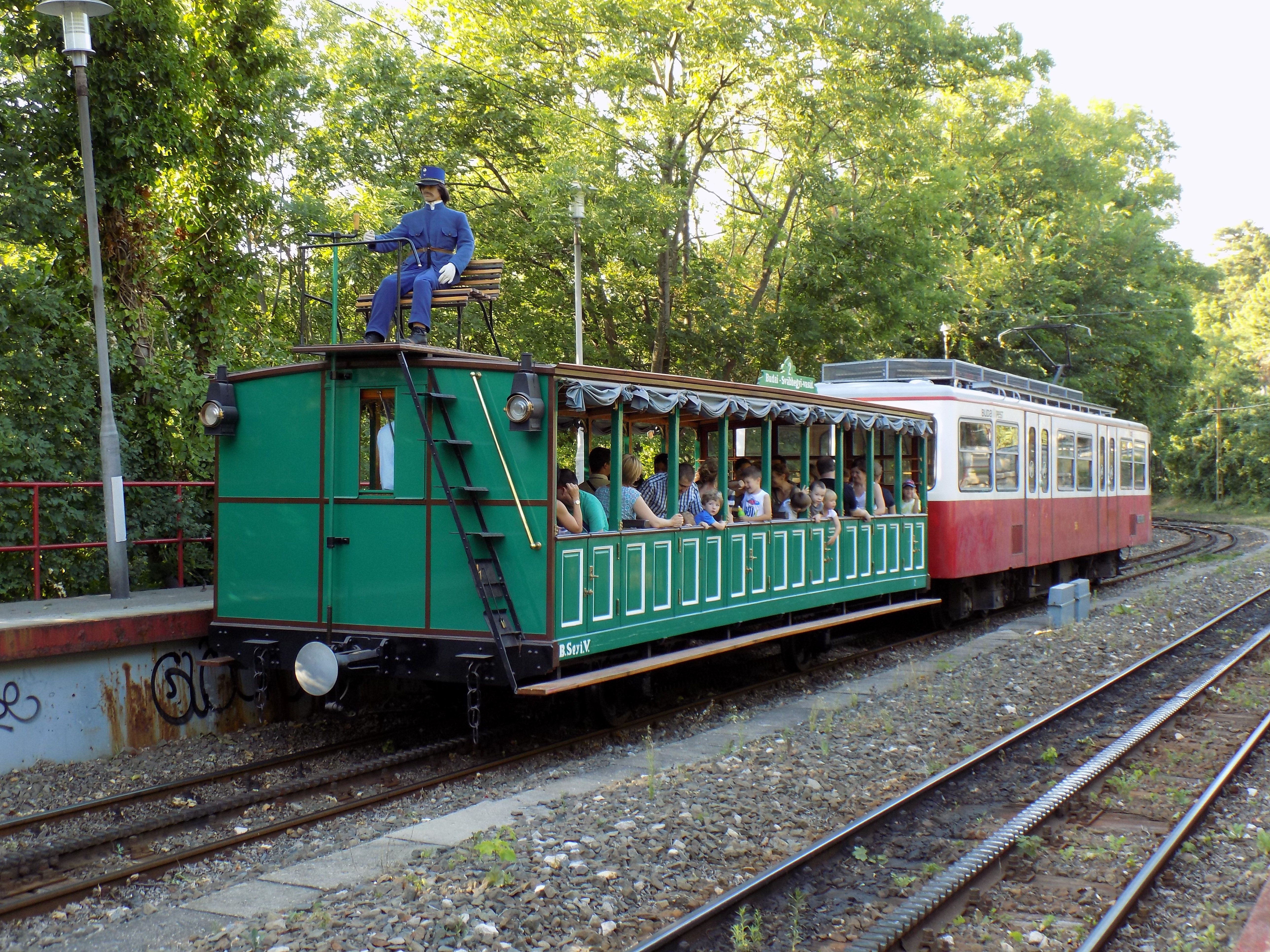
Baugleicher Vorstellwagen der Schwabenbergbahn

Die Kahlenbergbahn verfügte über ursprünglich 18 Personenwagen, welche von der Hernalser Waggonfabrik in Wien geliefert wurden. Acht Wagen führten zudem Abteile erster Klasse mit Ledersitzen, 10 Wagen waren als reine II. Klasse vorgesehen. Die 54 Sitzplätze bietenden Waggons waren 9.280 mm lang, 3.1200 mm breit und besaßen einen Achsstand von 4.200 mm, das Gewicht betrug 5 Tonnen. Im Sommer wurde mit offenen Seitenwänden gefahren, während des Winters wurden Scheiben eingebaut. Ab 1902 erhielten die Waggons für den Winterbetrieb eine Dampfheizung.
Darüber hinaus waren vier offene Güterwagen (Achsstand 3.000 mm, Ladegewicht 4.500 kg) sowie zwei Kesselwagen für die Versorgung des Kahlenberges mit Wasser (Kesselinhalt 6 m3) vorhanden. 1898 wurde noch ein kleiner Zahnstangen-Schmierwagen angeschafft.
Es wurden Züge mit maximal drei Wagen gefahren. Die Wagen waren mit Handbremsen ausgestattet, die auf ein Bremszahnrad wirkten, sie waren daher während der Fahrt mit Bremsern besetzt. 1896 erreichte die Kahlenbergbahn bei der Behörde, dass pro Zug nur noch eine Bremse besetzt sein musste.
Ein Nachbau eines Personenwaggons – allerdings ohne Fahrgestell – befindet sich heute am Platz vor der Kahlenbergkirche. Dieses Replikat enthält im Inneren eine kleine Ausstellung von Bildern der Zahnradbahn, diese ist aber derzeit (2018) nicht öffentlich zugänglich. Die Schwabenbergbahn in Budapest besitzt noch einen restaurierten baugleichen Waggon aus dem Jahr 1874.